# Lemponye Tshireletso
Lemponye Tshireletso (21 de setembro de 1984) é um futebolista botsuanense que atua como meia.

## Carreira
Lemponye Tshireletso representou o elenco da Seleção Botsuanense de Futebol no Campeonato Africano das Nações de 2012.